# Drive-By Truckers
Drive-By Truckers är ett amerikanskt alternativ country-band från Athens, Georgia. Bandet bildades 1996 och två år senare, 1998, kom deras albumdebut Gangstabilly. Bandet har även agerat kompband till soulsångerskan Bettye LaVette.

## Medlemmar

### Nuvarande medlemmar
- Patterson Hood – gitarr, sång, basgitarr, banjo, mandolin (1996– )
- Mike Cooley – gitarr, sång, basgitarr, banjo, munspel (1996– )
- Brad "The EZB" Morgan – trummor (1999– )
- Jay Gonzalez – keyboard, gitarr, sång, dragspel, såg (2008– )
- Matt Patton – basgitarr, sång (2012– )

Dessutom
- David Barbe – producent, ljudtekniker, gitarr, basgitarr, keyboard, sång (1998– )

### Tidigare medlemmar
- Adam Howell – ståbas, sång (1999)
- Matt Lane – trummor (1996–1999)
- Barry Sell – mandolin (1996–1999)
- John Neff – gitarr, pedal steel guitar, sång (1998, 1999, 2003, 2006, 2007–2012)
- Earl Hicks – basgitarr, trummor (1999–2003)
- Rob Malone – gitarr, sång, basgitarr (1999–2001)
- Jason Isbell – gitarr, sång (2001–2007)
- Shonna Tucker – basgitarr, sång, gitarr (2003–2011)
- Spooner Oldham – piano, orgel, sång (2003, 2007–2008)

### Bidragande musiker (studio/live)
- Jyl Freed – sång (2000)
- Kelly Hogan – sång (2000)
- Amy Pike – sång (2000)
- Anne Richmond Boston – sång (2000)
- Scott Danborn – violin (2003)
- Clay Leverett – vokalharmonier (2003)
- Adam Courson - mässinginstrument  (2013)

### Bildgalleri

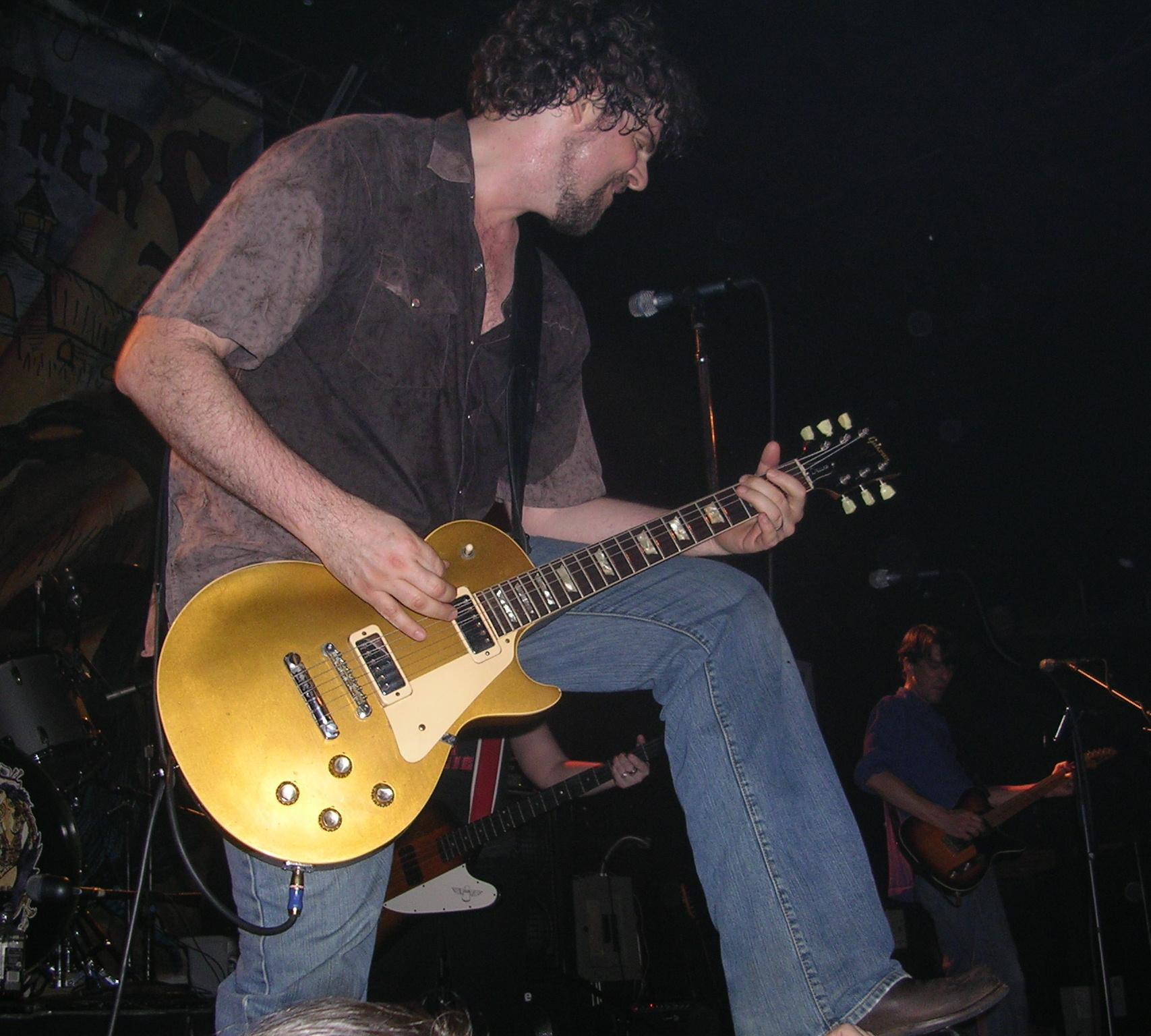
Patterson Hood
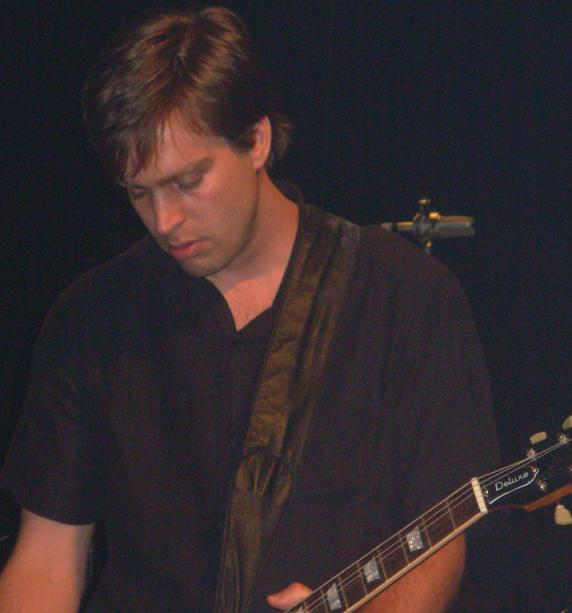
John Neff
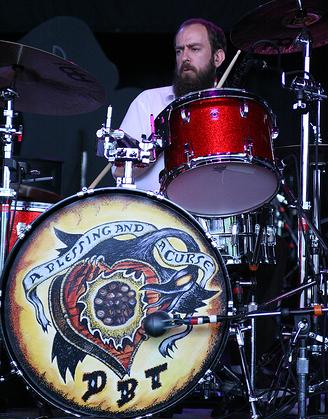
Brad "The EZB" Morgan
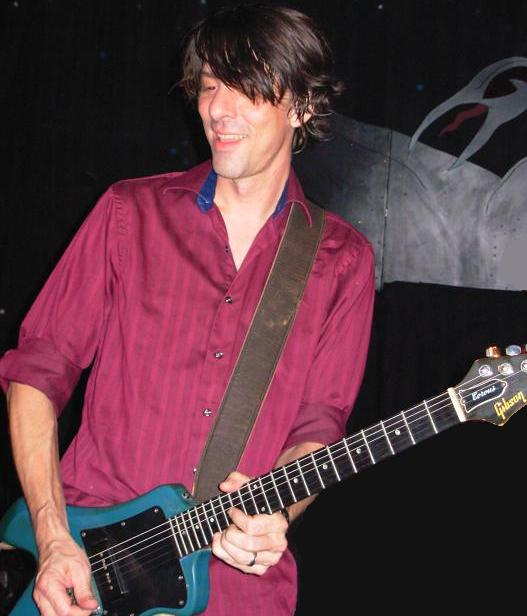
Mike Cooley

## Diskografi

### Studioalbum
- Gangstabilly (1998)
- Pizza Deliverance (1999)
- Southern Rock Opera (2001) med sången Birmingham
- Decoration Day (2003)
- The Dirty South (2004)
- A Blessing and a Curse (2006)
- Brighter Than Creation's Dark (2008)
- The Big To-Do (2010)
- Go-Go Boots (2011)
- English Oceans (2014)
- American Band (2016)
- The Unraveling (2020)

### Livealbum
- Alabama Ass Whuppin' (2000)
- Live From Austin, TX (2009)
- Live At Third Man (2011)
- It's Great To Be Alive! (2015)

### Samlingar
- The Fine Print: A Collection of Oddities and Rarities (2009)
- Ugly Buildings, Whores, and Politicians: Greatest Hits 1998–2009 (2011)

### Singlar/EP
- "Bulldozers and Dirt" / "Nine Bullets" (1996)
- "Never Gonna Change" (2004)
- "Aftermath USA" (2006)
- "A Blessing and a Curse" (2006)
- "Self-Destructive Zones" (2008)
- "A Ghost to Most" (2008)
- "The Righteous Path" (2008)
- "This Fucking Job" (2010, även kallad "Working This Job")
- "Your Woman is a Livin' Thing" / "Just Maybe" (2010)
- "The Thanksgiving Filter" / "Used to Be a Cop" (2010)
- Sometimes Late At Night EP (2011)
- "Pauline Hawkins" (2014)
- Dragon Pants EP (2014)
- "What It Means" (2016)
- "Armageddon's Back In Town" (2019)